# Eria spicata
Eria spicata là một loài phong lan.